# Cirsia finoti
Cirsia finoti är en insektsart som beskrevs av Ludwig Redtenbacher 1906. Cirsia finoti ingår i släktet Cirsia och familjen Bacillidae. Inga underarter finns listade i Catalogue of Life.